# 聯合國安全理事會第121號決議
聯合國安全理事會第121號決議於1956年12月12日一致通過，決議決定向聯合國大會推薦日本為聯合國會員國。